# Порт Джабаль-Алі
Порт Джабаль-Алі, також відомий як Міна Джабаль-Алі (араб. ميناء جبل علي) — глибоководний порт, розташований у Джебель-Алі, Дубай, Об'єднані Арабські Емірати. Джебель-Алі є дев'ятим за завантаженістю портом у світі, найбільшою штучною гаванню, а також найбільшим і, безперечно, найзавантаженішим портом на Близькому Сході. Порт Джебель-Алі побудований наприкінці 1970-х років як доповнення до порту Рашид.

## Географія
Порт Джебель Алі розташований за 35 км на південний захід від Дубая, в Перській затоці. Порт є частиною морського шовкового шляху, який пролягає від узбережжя Китаю на південь через південний край Індії до Момбаси, звідти через Червоне море через Суецький канал до Середземного моря, звідти до регіону Верхньої Адріатики на північ. Італійський центр Трієст із залізничним сполученням з Центральною та Східною Європою та Північним морем.

## Історія
Порт Джебель-Алі, який приписують зусиллям Рашида бін Саїда Аль Мактума, був побудований наприкінці 1970-х років і відкритий у 1979 році, щоб доповнити об'єкти порту Рашид. Був урочисто відкритий королевою Єлизаветою II 26 лютого 1979 року. Село Джебель-Алі було побудоване для портових робітників і має населення 300 осіб. Займає площу понад 134 км2. Тут розташовано понад 5000 компаній зі 120 країн світу, з 67 причалами та розміром 134 км2. Джебель-Алі — найбільша у світі штучна гавань і найбільший порт на Близькому Сході.

## Розширення

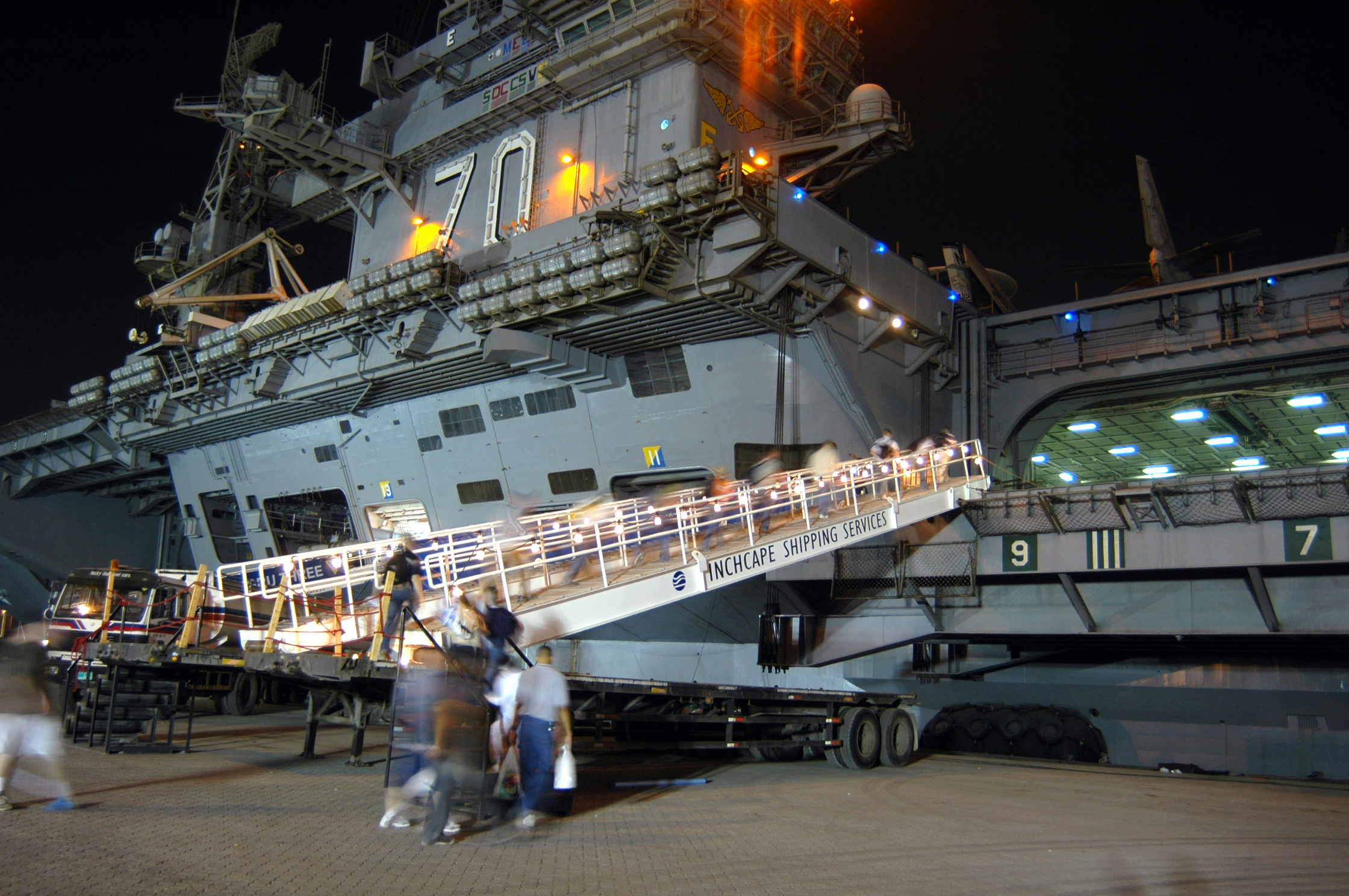
Корабель ВМС США в порту Джабаль-Алі

Розширення порту Джебель-Алі почалося у 2001 році, що є генеральним планом порту. Проєкт складається з 15 етапів, які будуть реалізовані протягом десяти років. Перший етап був завершений у 2007 році, що дозволило збільшити потужність зберігання та перевалки на 2,2 мільйона TEU та довжину причалу на 1200 м.
Весь проєкт включає 2,4 км нових причалів, контейнерний майданчик за причалами й допоміжну інфраструктуру та будівлі, необхідні для повноцінного функціонування термінала. Новий порт буде розташовано на рекультивованій землі, яка простягається в бік моря від наявного порту та лежить на захід від комплексу острова Джумейра Палм.

## Нагороди
9 квітня 2011 року порт Джебель-Алі відзначений Золотою нагородою за найкращий морський порт у цілому від Вищого комітету безпеки цивільних морських портів і аеропортів ОАЕ.

## Інциденти
У 2017 році почав руйнуватися великий портовий кран. Під час обвалу він врізався в автомобіль і будівлю. Люди змогли втекти.